# Štítary (Krásná)

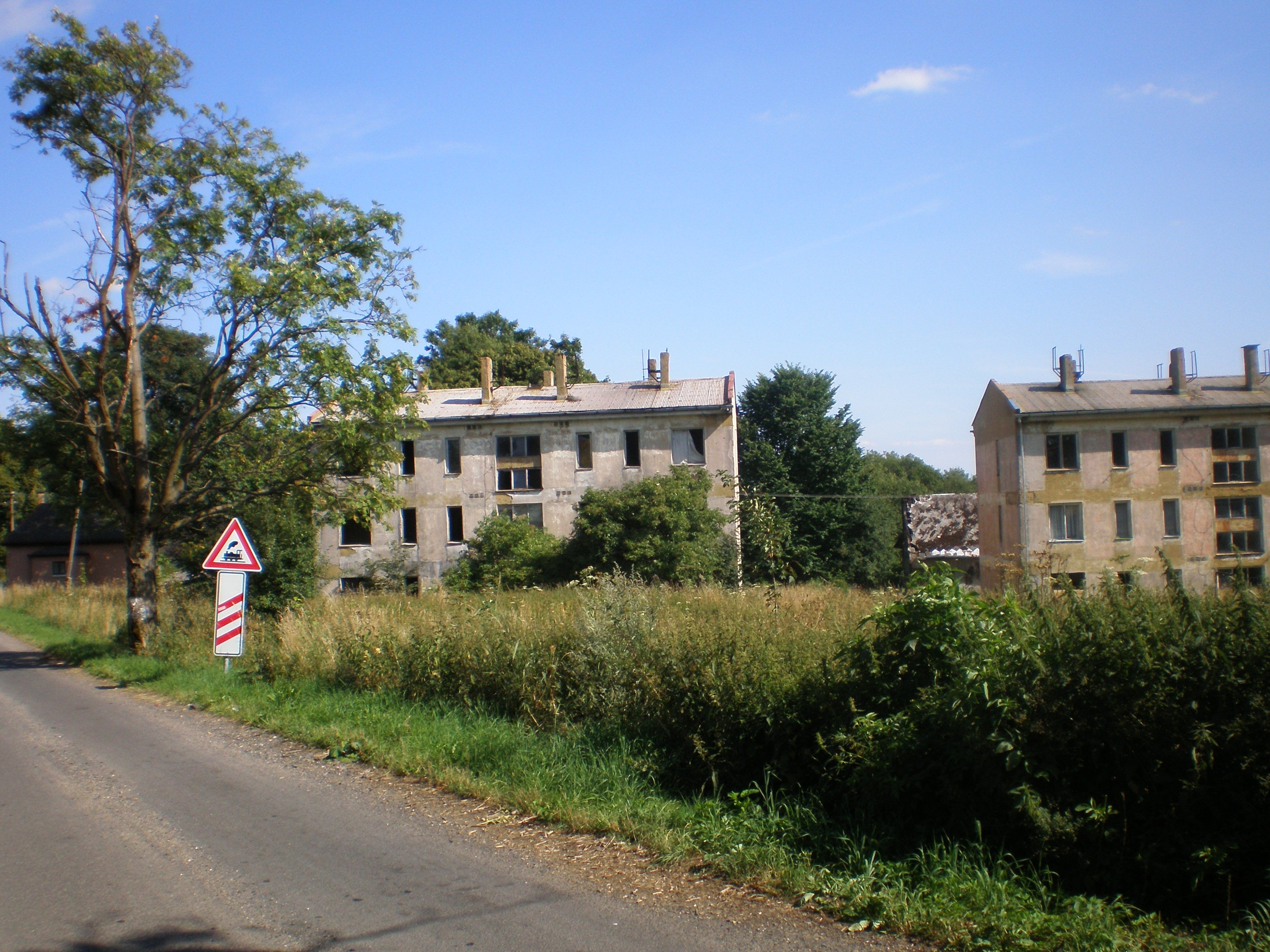
Verfallene Wohnblöcke an der Bahnstation

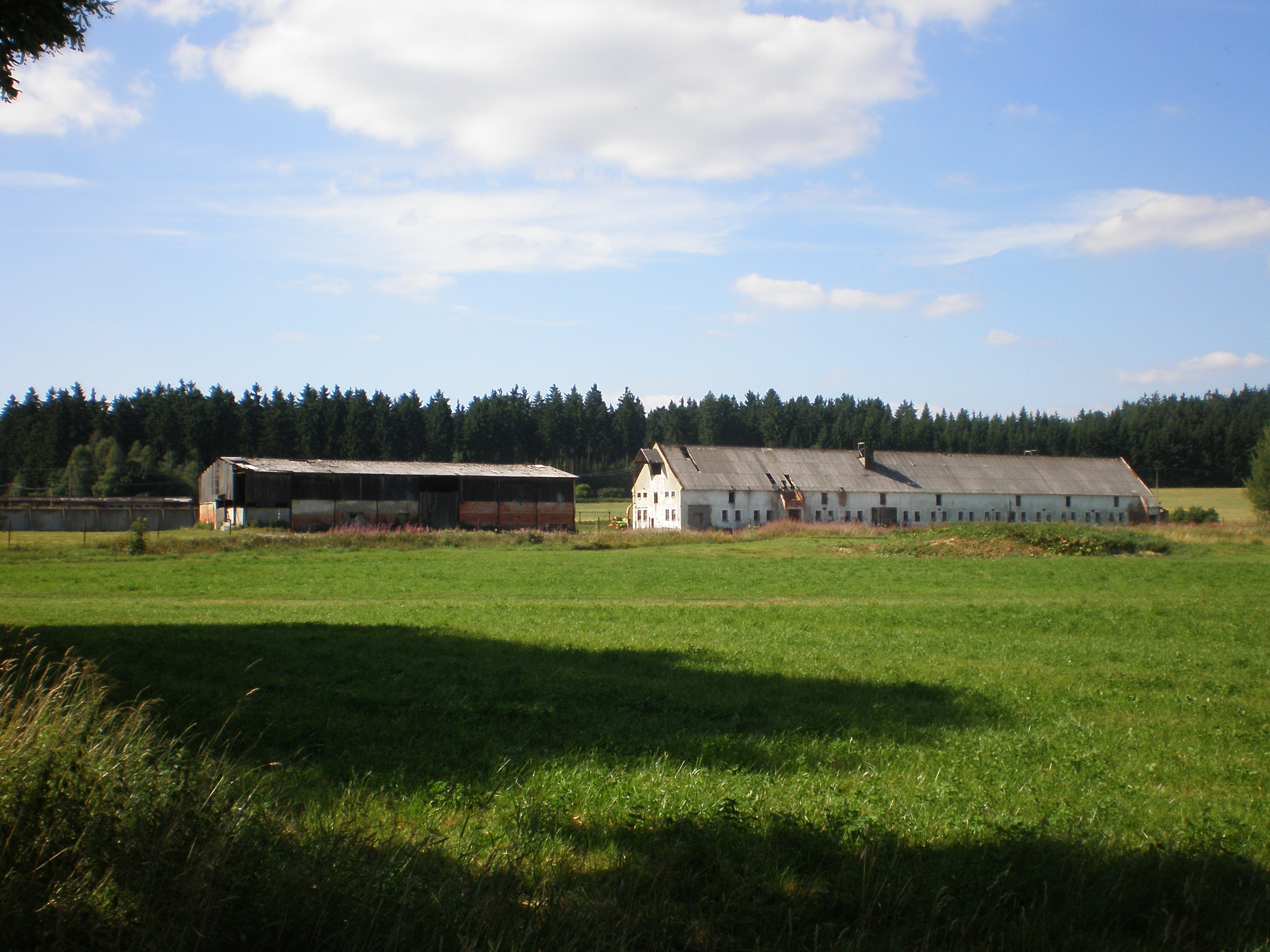
Stallungen hinter der Bahnstation

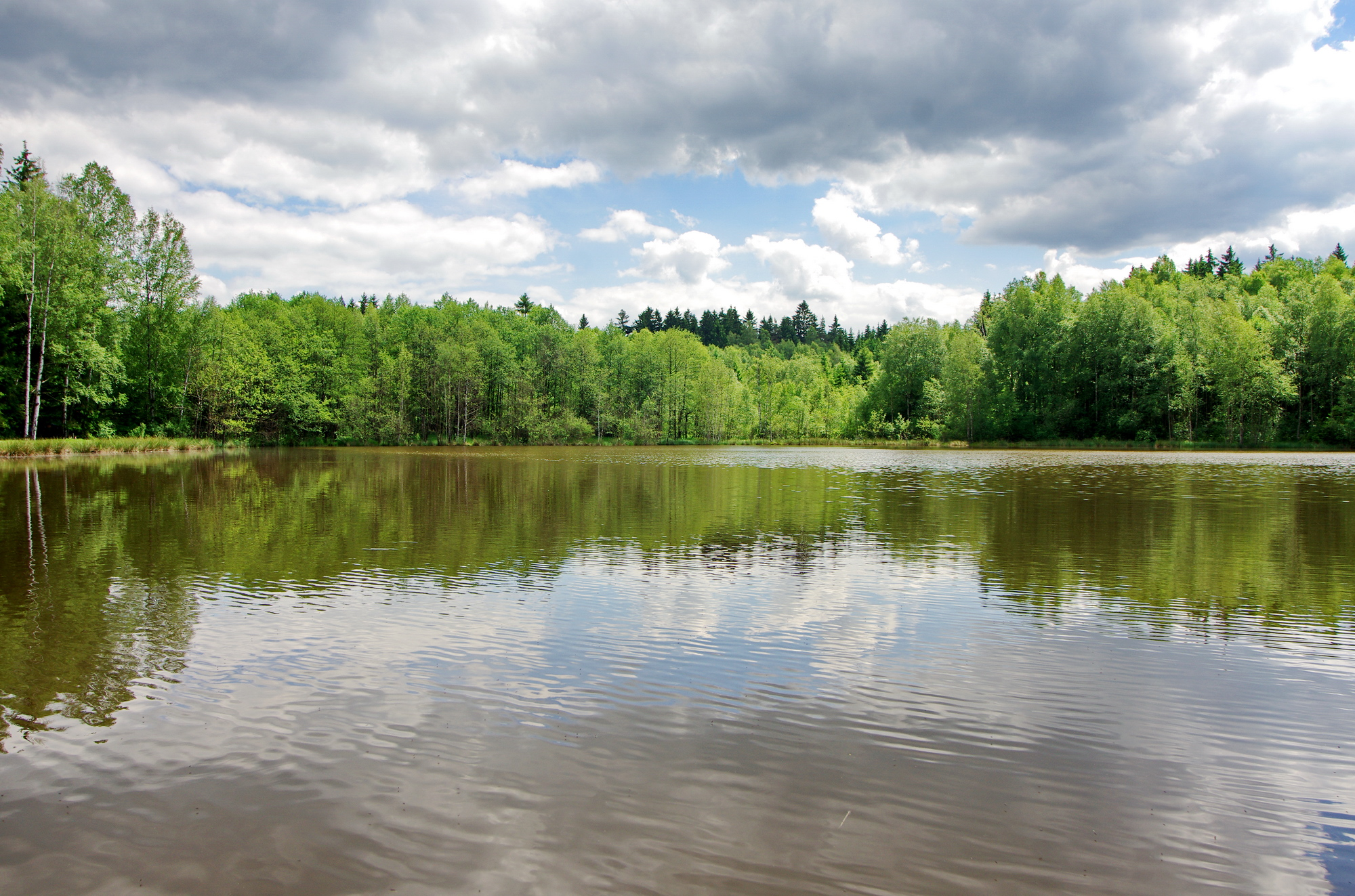
Štítarský rybník

Štítary (deutsch Schildern) ist eine Grundsiedlungseinheit der Gemeinde Krásná in Tschechien. Die vormalige Gemeinde Štítary wurde 1950 offiziell aufgelöst.

## Geographie

### Geographische Lage
Štítary liegt vier Kilometer nordwestlich von Aš an der tschechisch-deutschen Grenze auf dem Gebiet des Naturparks Smrčiny. Die Ortslage befindet sich in der Ašská vrchovina (Ascher Bergland) am Osthang des Štítarský vrch (Schilderberg, 716 m n.m.) über dem Tal des Hraniční potok (Grünau bzw.  Lohbach). Nördlich erhebt sich die Stráňka (Gehängberg), 689 m n.m. In der Bieretwiese, an deren Fuß, entspringt der Lužní potok (Zinnbach). Gegen Nordwesten liegt die Quelle des Újezdský potok (Mähringsbach); er wird an seinem Oberlauf im Štítarský rybník (Herrenteich) gestaut.

### Nachbargemeinden
Nachbarorte sind Pastviny und Loupežnické Domky (Raubhaus) im Nordosten, Kamenná und Ängerlein im Nordosten, Vojenské Domky (Soldatenhäuser), Krásná und Knallhütte im Osten, Nové Domy (Neuhausen) im Südosten, Neuhausen, Baumgärtelmühle und Reichenbach im Süden, Schönlind im Südwesten, Štítarský Vrch und Dolina im Westen sowie Újezd und Farnhaus im Nordwesten.

### Ortsgliederung
Die Grundsiedlungseinheit Štítary ist ein Teil des Ortsteils Krásná; sie bildet den Katastralbezirk Štítary u Krásné. Auf dem Kataster befinden sich die Wüstungen Ängerlein, Farnhaus, Štítarský Kopec (Schilderberg) und Dolina (Tiefenreuth).

## Geschichte
Die erste schriftliche Erwähnung des zum Nordgau gehörenden Dorfes Schildern erfolgte am 10. März 1342 im Zuge der Aufteilung des Besitzes der ausgestorbenen Herren von Schönberg. Dabei erhielt Hans von Uttenhofen das Schilderner Holz und sein Neffe Berthold den Zehnt von fünf Höfen in Schildern sowie je einem Hof in Unterneuhausen und Oberneuhausen. Der Ortsname wird von einer Verpflichtung zu Wachdiensten auf dem Schilderberg hergeleitet. Durch den Ort führte die seit 1387 nachweisliche alte Egerer Straße von Eger über Asch nach Hof. Im Jahre 1392 wurde Schildern im Egerer Klosteuerbuch genannt. Am Übergang vom 14. zum 15. Jahrhundert erwarben die Herren von Zedtwitz das Dorf.
In Schildern befand sich wahrscheinlich eine dem heiligen Michael geweihte Kirche, zu der neben Schildern, Tiefenreuth und Ängerlein die Dörfer Mähring, Neuhausen, Schönlind, Lauterbach sowie ein Teil von Reichenbach bis zum Bach gepfarrt waren. Diese Dörfer feierten ihre Kirchweih gemeinsam am Sonntag nach Michaeli. Am Bau der ersten Kirche in Asch waren die Bewohner von Schildern nicht beteiligt. Es wird angenommen, dass die Schilderner Kirche während der Hussitenkriege zerstört wurde; die Dörfer des erloschenen Kirchspiels wurden danach nach Asch eingepfarrt. In Asch ist eine Legende über die Schilderner Glocke überliefert. Erhalten blieben bis in die Neuzeit die Flurnamen Kirchacker, Kirchbrunnen, Kirchwiese und Pfaffenwald, so dass sich der vermutliche Standort der Kirche damit eingrenzen lässt. Jedoch konnte die Existenz der Kirche bisher weder durch urkundliche Quellen noch durch archäologische Funde bestätigt werden.
Mit Unterstützung der Grundherren wurde in den 1530er Jahren die Lehre Martin Luthers verbreitet; nachdem 1542 durch Johann Streitberger in Asch ein evangelischer Pfarrer eingeführt worden war, wurde das Dorf evangelisch. Die nach dem Dreißigjährigen Krieg einsetzende Rekatholisierung in Böhmen konnte im Ascher Ländchen auf Grund eines 1331 zwischen den Herren von Zedtwitz und König Johann von Luxemburg geschlossenen Vertrages nicht durchgesetzt werden. 1650 wurde in der Nürnberger Einigung den protestantischen Herren von Zedtwitz die Religionsfreiheit bestätigt, auch die Bevölkerung blieb protestantisch.
1782 gab es in Schildern 36 Schulkinder. Im Jahre 1845 bestand Schildern aus 44 Häusern mit 246 Einwohnern. Im Ort gab es ein Wirtshaus und Reste einer alten Kirche. Abseits lagen das Dörfchen Tiefenreut oder Schilderberg mit sieben Häusern, das Dörfchen Engerl oder Engerlein sowie das einschichtige Farbenhaus. Gepfarrt war das Dorf nach Asch bzw. Niklasberg. Bis zur Mitte des 19. Jahrhunderts blieb Schildern der Herrschaft Asch untertänig.
Nach der Aufhebung der Patrimonialherrschaften bildete Schildern ab 1849 einen Ortsteil der Gemeinde Schönbach im Gerichtsbezirk Asch. Ab 1868 gehörte das Dorf zum Bezirk Asch. Im Jahre 1870 erfolgte der Bau eines Schulhauses. 1885 wurde der Verkehr auf der Lokalbahn Asch-Roßbach aufgenommen, bei Ängerlein entstand ein Haltepunkt. Seit 1893 ist in Ängerlein ein Gasthaus nachweislich, das später einen hölzernen Tanzdielenanbau erhielt, der 1927 aus Sicherheitsgründen abgebrochen werden musste. Im Oberen Dorf von Schildern eröffnete im Jahre 1900 außer dem in der Ortsmitte gelegenen Gasthaus Zur Eiche mit dem Waldschlösschen ein zweites Restaurant; Letzteres brannte 1908 ab und wurde nicht wieder aufgebaut. Am 16. Januar 1905 löste sich Schildern von Schönbach los und bildete eine eigene Gemeinde. Diese gliederte sich in die Ortsteile Ängerlein, Farnhaus, Schildern und Schilderberg (Štítarský Kopec) mit Tiefenreuth (Dolina); der Kernort bestand aus den Ortslagen Oberes Dorf (Horní Ves) und Unteres Dorf (Dolní Ves). Unweit der Grenze zu Neuhausen wurde 1910 auf Schilderner Flur das zweite Ascher Wasserwerk errichtet. 1913 wurde im Gasthaus Zur Eiche ein Tanzsaal angebaut, die Gastwirtschaft mit Gartenrestaurant gehörte zu den beliebten Zielen für Sonntagsausflüge der Ascher Bürger. 1916 entstand eine Gemeindestraße zwischen Schildern und Ängerlein.
Im Jahre 1920 wurden das Obere und das Untere Dorf an die Stromversorgung der Stadt Selb angeschlossen; die Elektrifizierung von Ängerlein und Schilderberg erfolgte 1929. 1922 entstand die Bezirksstraße von Asch über Schönbach, Ängerlein und Schildern nach Mähring. 1924 wurde der tschechische Ortsname Štítary eingeführt. 1939 hatte Schildern 199 Einwohner.
Nach dem Münchner Abkommen wurde die Gemeinde 1938 dem deutschen Landkreis Asch zugeschlagen. Am 20. April 1945 erreichten Truppen der US-Army über die Hofer Straße bei Neuhausen den Ort, dabei brannten drei Gehöfte durch Panzerbeschuss ab. Zu dieser Zeit lebten in den 52 Häusern der Gemeinde 244 Personen. Nach dem Ende des Zweiten Weltkriegs kam Štítary zur Tschechoslowakei zurück. Die deutsche Bevölkerung wurde 1946 vertrieben. Štítary, Štítarský Kopec und Dolina wurden nicht wieder besiedelt, in der Folgezeit wurden die verlassenen Häuser ausgeplündert und verwüstet. Das seit 1946 geschlossene Gasthaus Ängerlein diente seit den 1950er Jahren als Büro und Lager des Staatsgutes Štítary, Ende der 1960er Jahre wurde es abgerissen.
Mit dem  Eisernen Vorhang lagen Štítary, Štítarský Kopec und Dolina im Sperrgebiet zwischen den Grenzzäunen. Die Gemeinde Štítary wurde 1950 offiziell aufgehoben und ihre Fluren wurden Krásná zugeschlagen. Erhalten blieb Ängerlein, auf das der Name Štítary übertragen wurde, als Ortsteil von Krásná. 1953 wurden alle Häuser im Sperrgebiet gesprengt und die Ortschaften dem Erdboden gleichgemacht. Ende der 1960er Jahre entstanden am Haltepunkt Štítary anstelle der Häuser von Ängerlein mehrere Wohnblöcke. In der Einschicht Farnhaus wurde in den 1970er Jahren eine Rotte der Grenzwache stationiert. 1975 wurde Štítary zusammen mit Krásná nach Aš eingemeindet, damit verlor Štítary den Status eines Ortsteils. Nach der Samtenen Revolution erfolgte die Auflösung des Sperrgebietes und des Beobachtungspostens der Grenzwache in Farnhaus. Seit dem 24. November 1990 gehört Štítary wieder zur Gemeinde Krásná. Die Wohnblöcke am Haltepunkt Štítary sind seit den 1990er Jahren unbewohnt und dem Verfall überlassen.
2010 entstand ein Wanderweg, der von Krásná über Štítary vorbei an der verfallenen Kaserne Farnhaus durch Újezd zum westlichsten Punkt Tschechiens führt.

### Einwohnerentwicklung
| Jahr | Einwohnerzahl |
| ---- | ------------- |
| 1869 | 294           |
| 1880 | 240           |
| 1890 | 235           |
| 1900 | 234           |
| 1910 | 215           |

| Jahr | Einwohnerzahl |
| ---- | ------------- |
| 1921 | 184           |
| 1930 | 211           |
| 1950 | 31            |
| 1961 | 0             |
| 1970 | 35            |

| Jahr | Einwohnerzahl |
| ---- | ------------- |
| 1980 | 35            |
| 1991 | 38            |
| 2001 | 25            |
| 2011 | 11            |

## Kultur und Sehenswürdigkeiten
- Teich Štítarský rybník (Herrenteich), das früher als Badeteich genutzte Gewässer ist seit 2000 auf einer Fläche von 4,2 ha als FFH-Gebiet geschützt
- Historischer Grenzstein aus dem Jahre 1740 bei Dolina
- Bergahorn Štítarský klen, das 25 m hohe Baumdenkmal mit einem Stammumfang von 3,15 m wächst gegenüber von Černý Luh hinter der Bahnstrecke am Ende einer kurzen zugewachsenen Allee.